# Recasa
Carrocería RECASA est une entreprise costaricienne de production d'autobus.
Fondée en 1994, elle disparaît en 2003. Elle était le principal fabricant de bus du Costa Rica.